# Semmering
Semmering è un comune austriaco di 577 abitanti ubicato sul Passo omonimo, nel distretto di Neunkirchen, in Bassa Austria. Stazione sciistica, ha ospitato numerose prove della Coppa del Mondo di sci alpino.
Servita dalla stazione omonima, si trova lungo la linea ferroviaria progettata dall'ingegnere veneziano Carlo Ghega, a tutt'oggi attiva, nota per alcuni arditi viadotti quali il Kalte-Rinne e per le qualità paesaggistiche di pregio, tutelate dall'UNESCO.